# Elise Bouwens
Elise Bouwens (Neerijnen, 16 maart 1991) is een Nederlandse zwemster, ze traint onder leiding van Martin Truijens.

## Carrière
Tijdens de Open Nederlandse kampioenschappen kortebaanzwemmen 2008 in Amsterdam veroverde Bouwens de Nederlandse titel op de 200 meter vlinderslag. In de zomer van 2009 sloot ze zich aan bij het Nationaal Zweminstituut Amsterdam. 
Dankzij haar prestaties op de Amsterdam Swim Cup 2010 werd Bouwens geselecteerd voor de Europese kampioenschappen zwemmen 2010 in Boedapest. In de Hongaarse hoofdstad strandde ze in de halve finales van de 100 meter vrije slag en in de series van de 200 meter vrije slag, samen met Saskia de Jonge, Ilse Kraaijeveld en Femke Heemskerk eindigde ze als zesde op de 4x100 meter vrije slag. Op de Europese kampioenschappen kortebaanzwemmen 2010 in Eindhoven werd Bouwens uitgeschakeld in de series van de 200 meter vrije slag.
In Szczecin nam Bouwens deel aan de Europese kampioenschappen kortebaanzwemmen 2011. Op dit toernooi eindigde ze als tiende op de 200 meter vrije slag en werd ze uitgeschakeld in de halve finales van de 100 meter vrije slag. Op de 4x50 meter vrije slag zwom ze samen met Tamara van Vliet, Rieneke Terink en Maud van der Meer in de series, in de finale eindigden Van Vliet, Terink en Van der Meer samen met Ilse Kraaijeveld op de vierde plaats.

## Resultaten

### Internationale toernooien
| Jaar | Olympische Spelen | WK langebaan  | WK kortebaan  | EK langebaan                                                 | EK kortebaan                                                                             |
| ---- | ----------------- | ------------- | ------------- | ------------------------------------------------------------ | ---------------------------------------------------------------------------------------- |
| 2010 |                   |               | geen deelname | 16e 100m vrije slag 24e 200m vrije slag 6e 4x100m vrije slag | 22e 200m vrije slag                                                                      |
| 2011 |                   | geen deelname |               |                                                              | 14e 100m vrije slag 10e 200m vrije slag 4e 4x50m vrije slag Bouwens zwom enkel de series |

### Nederlandse kampioenschappen zwemmen
| Jaar | NK langebaan                                                                                       | NK kortebaan                                                                    |
| ---- | -------------------------------------------------------------------------------------------------- | ------------------------------------------------------------------------------- |
| 2006 | 14e 50m vrije slag 15e 200m vrije slag 12e 200m rugslag                                            | 15e 50m vrije slag 21e 200m vrije slag 16e 200m rugslag                         |
| 2007 | 13e 200m vrije slag 16e 100m vlinderslag 7e 200m vlinderslag                                       | 14e 50m vrije slag 13e 200m vrije slag 7e 50m vlinderslag 5e 200m vlinderslag   |
| 2008 | 5e 200m vrije slag                                                                                 | 6e 100m vrije slag · 4e 200m vrije slag · 200m vlinderslag                      |
| 2009 | 6e 100m vrije slag 5e 200m vrije slag 7e 50m vlinderslag 10e 200m vlinderslag                      | 5e 100m vrije slag · 6e 200m vrije slag · 50m vlinderslag · 4e 200m vlinderslag |
| 2010 | 6e 50m vrije slag · 100m vrije slag · 5e 200m vrije slag · 5e 400m vrije slag · 6e 50m vlinderslag | 5e 100m vrije slag 4e 200m vrije slag 4e 400m vrije slag 6e 50m vlinderslag     |
| 2011 | 4e 100m vrije slag · 200m vrije slag                                                               | 8e 200m vrije slag                                                              |
| 2012 | geen deelname                                                                                      | 200m vrije slag                                                                 |

## Persoonlijke records
Bijgewerkt tot en met 27 oktober 2012
Kortebaan
| Afstand         | Tijd    | Datum           | Plaats    |
| --------------- | ------- | --------------- | --------- |
| 100m vrije slag | 53,97   | 8 december 2011 | Szczecin  |
| 200m vrije slag | 1.56,46 | 27 oktober 2012 | Amsterdam |

Langebaan
| Afstand         | Tijd    | Datum           | Plaats    |
| --------------- | ------- | --------------- | --------- |
| 100m vrije slag | 55,47   | 12 april 2012   | Eindhoven |
| 200m vrije slag | 2.00,38 | 3 december 2011 | Eindhoven |